# Tomonobu Itagaki
Tomonobu Itagaki (板垣 伴信, Itagaki Tomonobu, né le 1er avril 1967) est un créateur de jeu vidéo japonais. Itagaki est connu pour avoir créé la série de jeu de combat Dead or Alive en 1996.

## Biographie

### Carrière
Itagaki rejoint Tecmo en 1992 où il fait ses débuts en tant que programmeur graphique, travaillant sur la version américaine du jeu Tecmo Bowl. Il perça en créant la série Dead or Alive en 1996, un jeu basé sur le système d'arcade Model 2, créé à la demande de la direction Tecmo.
Il est encadré lors de ses premières années dans la société Tecmo par Yoshiaki Inose et Akihiko Shimoji. En juillet 2001, Itagaki dirige Team Ninja et est nommé directeur général en juin 2004. Il occupe ensuite le poste de directeur général du département de production haut de gamme en février 2006. Sa position de cadre dirigeant lui fut toutefois retirée en août à cause d'une affaire de harcèlement sexuel. Juste avant la sortie de Ninja Gaiden II, le 2 juin 2008, Itagaki annonce qu'il démissionne de Tecmo et qu'il poursuit la compagnie en justice pour lui avoir refusé un bonus promis pour ses travaux précédents. Tomonobu Itagaki intenta également un procès au président de Tecmo Yoshimi Yasuda pour dommages et intérêts fondés sur les déclarations déraisonnables et malhonnête faites en face des collègues d'Itagaki. Itagaki déclare lors d'une interview donnée par le site 1UP.com, qu'il travaille sur un projet avec des anciens membres de la Team Ninja sous un nouveau studio, Valhalla Game Studios. Le jeu en question s'intitule Devil's Third...
En janvier 2021, Itagaki annonce la création d'un nouveau studio Itagaki Games, et exprime son souhait de nouveau travailler avec Microsoft.

### Accusations
Le 7 novembre 2006, Tomonobu Itagaki est accusé de harcèlement sexuel par une ex-salariée de la société Tecmo. Elle affirma qu'Itagaki lui avait fait plusieurs avances sexuelles non désirées sur elle depuis septembre 2003. Itagaki admit avoir embrassé sa collègue, toutefois, il déclare que tout ce qui s'était passé entre eux était consenti. L'enquête qui a suivi conclut que les allégations en question étaient le résultat de la volonté de l'ex-employée, d'histoires personnelles qui n'auraient jamais du se mêler au travail. Itagaki a été innocenté mais s'est vu rétrograder de poste pour avoir mêlé vie personnelle et professionnelle au travail.

## Travaux
- 1997 : Dead or Alive (réalisateur et producteur)
- 2000 : Dead or Alive 2 (réalisateur et producteur)
- 2003 : Dead or Alive Xtreme Beach Volleyball (réalisateur et producteur)
- 2004 : Dead or Alive Ultimate (réalisateur et producteur)
- 2004 : Ninja Gaiden (réalisateur et producteur)
- 2005 : Dead or Alive 4 (réalisateur et producteur)
- 2007 : Ninja Gaiden Sigma (producteur exécutif)
- 2008 : Ninja Gaiden: Dragon Sword (producteur exécutif)
- 2008 : Ninja Gaiden II (réalisateur et producteur)
- 2013 : Devil's Third